# Seigneurie de la Rivière-du-Loup (Bas-Saint-Laurent)
Ne doit pas être confondu avec Seigneurie de la Rivière-du-Loup (Mauricie).
La seigneurie de la Rivière-du-Loup était une seigneurie, un mode de division et d'organisation sociale du territoire de la Nouvelle-France lors de sa colonisation sous le régime français entre 1623 et 1763. Elle était située dans l'actuelle municipalité régionale de comté de Rivière-du-Loup dans le Bas-Saint-Laurent au Québec.

## Histoire
La seigneurie de la Rivière-du-Loup ou seigneurie de Rivière-du-Loup est concédée le 23 décembre 1673 à Charles Aubert de La Chesnaye par la Compagnie des Indes Occidentales. De la Chesnaye est beaucoup plus motivé par son désir d'acquérir de vastes propriétés foncières que par le désir de les développer et d'y amener des habitants. À cette époque il est le principal financier de la Nouvelle-France et s'occupe beaucoup plus de traite des fourrures et de négoces des marchandises que de colonisation.
Lors de la concession d'origine, elle mesure une lieue et demi de front sur le fleuve Saint-Laurent par une lieue et demi de profond à l'intérieur des terres. Son territoire est agrandi vers l'est le 5 avril 1689 par le gouverneur Denonville qui lui concède le fief contigu de Villeray à parts égales avec Louis Rouer d'Artigny. Elle est à nouveau agrandie le 2 juin 1696, les nouveaux territoires concédés mesurant deux lieues de front par trois lieues de profondeur. 